# Marie Carré
Marie Carré (1905-1983)fue una monja francesa, conocida por su conversión del calvinismo al catolicismo en 1964 y por su ensayo.

## Biografía
Fue autora de una teoría de conspiración anticomunista, publicada en mayo de 1972, E.S. 1025, Memorias de un anti-apóstol, que señalaba la infiltración de agentes comunistas en la Iglesia católica. El libro de Marie Carré es popular en los círculos relacionados con el catolicismo tradicionalista. Ha sido traducido en varias lenguas.

## E.S. 1025, Memorias de un anti-apóstol
Son de manera presunta las memorias de un agente comunista de Unión Soviética que se infiltró dentro de la Iglesia Católica en 1938, fue al seminario, se convirtió en sacerdote y ejercía enorme poder detrás de las escenas, y participó en el concilio Vaticano II. Logró fomentar la adopción de documentos ambiguos del Concilio, los cuales trazaron la base para futuros experimentos por parte de prelados y sacerdotes ingenuos. Él declaró: "'El Espíritu del Concilio' para mí se ha convertido en un triunfo magistral". No se conoce la identidad verdadera de este agente excepto por el número de código AA-1025/ES 1025 dado por la policía secreta de Unión Soviética.

## Obras
en inglés
- AA-1025: The Memoirs of an Anti-Apostle

en francés
- ES 1025: Les mémoires d'un anti-apôtre, 1972 (en francés) libro en línea
- J'ai choisi l'unité, Apostolat des Editions, 1963 y Diffusion de la pensée française, (1973), prefacio de Léon Cristiani
- La messe, 1973, éditions de Chiré, ISBN 9782851901323